# 8-й гвардейский механизированный корпус
8-й гвардейский механизированный Прикарпатско-Берлинский Краснознамённый, ордена Суворова корпус — оперативно-тактическое войсковое соединение в составе ВС СССР.
Условное наименование — войсковая часть полевая почта № 28666 (в/ч пп 28666).
Сокращённое наименование — 8 гв. мк.

## История
Приказом НКО № 306 от 23 октября 1943 года 3-й механизированный корпус был преобразован в 8-й гвардейский механизированный корпус за героизм и отвагу, стойкость и мужество личного состава в боях с немецко-фашистскими захватчиками, а также за образцовое выполнение боевых заданий.

### Боевой путь
С 24 декабря принимал участие в Житомирско-Бердичевской наступательной операции, в ходе которой освободил город Казатин (28 дек.).

### Операции 1944 года
В Проскуровско-Черновицкой наступательной операции в марте-апреле 1944 года, введёные в бой 21 марта из района восточнее города Тернополь его соединения и части стремительно развивали наступление в направлении Великие Борки, западнее Скалат и 22 марта освободили город Трембовля (Теребовля), 23 марта — город Чертков (Чортков), 24 марта — г. Залещики, 28 марта — г. Коломыя. Затем корпус наступал на Тлумач, и освободил его 29 марта. В последующем до мая 1944 года вёл оборонительные. бои на станиславском (ивано-франковском) направлении. За отличия в боях в ходе разгрома с немецко-фашистских захватчиков в предгорьях Карпат корпус и ряд его частей были удостоены почётного наименования «Прикарпатских» (16 апр. 1944).
В июле-августе 1944 года корпус участвовал в Львовско-Сандомирской наступательной операции, в ходе которой 19 июля с ходу форсировал р.Западный Буг в районах Сокаль, Добрачин, 22 июля — р. Сан и во взаимодействии с 121-й гв. стрелковой дивизией овладел г. Ярослав Польша (27 июля). В конце июля форсировал реку Висла в р-не г. Баранув и до 20 августа вёл бои на Сандомирском плацдарме. В начале сентября в составе армии выведен в Резерв Ставки ВГК, а в конце ноября включён в 1-й Белорусский фронт.

### Операции 1945 года

8-й гв. мехк в 1945 г.

В Варшавско-Познанской наступательной операции 1945 года соединения и части корпуса, введённые в прорыв с магнушевского плацдарма в полосе 8-й гв. армии, за 14 дней с боями прошли около 650 км. Они участвовали в освобождении городов Коло (20 января), Конин (21 янв.), Кебниц (27 января) и других. К 1 февраля передовые части корпуса вышли к реке Одер (Одра) юго-восточнее города Франкфурт. За образцовое выполнение заданий командования в ходе разгрома немецко-фашистских захватчиков на территории Польши и проявленные при этом личным составом доблесть и мужество корпус был награждён орденом Красного Знамени (19 февр. 1945). Его 19-я гв. мех. бригада была удостоена почётного наименования Лодзинской (19 февр.) и награждена орденом Ленина (5 апр. 1945).
В Восточно-Померанской операции (в феврале — начале апреля 1945 года) корпус участвовал в освобождении Восточной Померании. За отличие а боях при освобождении 12 марта г. Нойштадт (ныне Вейхерово) корпус был награждён орденом Суворова 2-й степени (26 апр. 1945). В Берлинской наступательной операции корпус был введён в сражение с кюстринского плацдарма в полосе 8-й гв. армии. В ходе упорных и напряжённых боёв во взаимодействии с соединениями 8-й гвардейской и 1-й гв. танковой армий прорвал глубоко эшелонированную оборону противника на Зееловских высотах, 25 апр. преодолел канал Тельтов и завязал бои на улицах Берлина. 2 мая в центре столицы нацистской Германии в районе ж.-д. станции Зоопарк его передовые части соединились с частями 2-й гв. танковой армии.
За отличие в боях при овладении городом Берлин корпусу было присвоено почётное наименование «Берлинский» (11 июня 1945).

### После войны
В июле 1945 года, на основании приказа НКО СССР № 0013 от 10 июня 1945 года, 8-й гвардейский механизированный корпус был переформирован в 8-ю гвардейскую механизированную дивизию 1-й гвардейской танковой армии (с 04.07.1946 по 29.04.1957 1-я гвардейская механизированная армия) Группы советских оккупационных войск в Германии.
В 1946 году дивизия была скадрована в 8-й гвардейский отдельный кадровый механизированный полк, а её полки в гвардейские отдельные кадровые батальоны. В 1949 году была вновь развёрнута 8-я гвардейская механизированная дивизия.
С 16 по 18 мая 1957 года, на основании директивы Главнокомандующего ГСВГ от 25 марта 1957 года, 8-я гвардейская механизированная дивизия была переформирована в 20-ю гвардейскую мотострелковую Прикарпатско-Берлинскую дивизию и переведена на новые штаты.

## Полное название
8-й гвардейский механизированный Прикарпатско-Берлинский Краснознаменный ордена Суворова корпус

## Состав корпуса
(на 9 мая 1945 года)
- (1-я) 19-я гвардейская механизированная Лодзинская ордена Ленина, Краснознамённая, орденов Суворова, Кутузова и Богдана Хмельницкого бригада
  - (14-й) 67-й гвардейский танковый Ярославский Краснознамённый, ордена Александра Невского полк
- (3-я) 20-я гвардейская механизированная Залещинская ордена Ленина, Краснознамённая, орденов Суворова, Кутузова и Богдана Хмельницкого бригада
  - (16-й) 68-й гвардейский танковый Ярославский Краснознамённый, ордена Александра Невского полк
- (10-я) 21-я гвардейская механизированная Ярославская Краснознамённая орденов Суворова, Кутузова и Богдана Хмельницкого бригада
  - (17-й) 69-й гвардейский танковый Сандомирский Краснознамённый, ордена Александра Невского полк
- 1-я гвардейская танковая Чертковская дважды ордена Ленина, Краснознамённая, орденов Суворова, Кутузова, Богдана Хмельницкого бригада
- 48-й отдельный гвардейский тяжёлый танковый Бранденбургский ордена Кутузова полк
- 400-й гвардейский самоходно-артиллерийский Висленский Краснознамённый ордена Кутузова полк
- (35-й) 353-й гвардейский самоходно-артиллерийский Черновицкий Краснознамённый орденов Суворова, Кутузова и Богдана Хмельницкого полк(до октября 1944 года)
- (265-й) 265-й гвардейский миномётный Черновицко-Гнезненский Краснознамённый орденов Суворова и Богдана Хмельницкого полк
- (1707-й) 358-й гвардейский зенитный артиллерийский Прикарпатско-Гнезненский орденов Кутузова, Богдана Хмельницкого и Красной Звезды полк
- 42-й отдельный гвардейский истребительно-противотанковый дивизион (до октября 1944 года)
- 405-й отдельный гвардейский миномётный Черновицкий Краснознамённый ордена Богдана Хмельницкого дивизион
- (58-й) 8-й отдельный гвардейский мотоциклетный Бранденбургский Краснознамённый батальон

Корпусные части:
- 155-й отдельный гвардейский Прикарпатский[3] ордена Красной Звезды[4] батальон связи (до 20.11.1943 — 346-й отдельный батальон связи)
- 133-й отдельный гвардейский сапёрный Прикарпатский[3] Краснознамённый[5] батальон (до 20.11.1943 — 27-й отдельный сапёрный батальон)
- 84-й отдельный ремонтно-восстановительный батальон (23.12.1944 — переформирован в 561-ю ПТРБ и 562-ю ПАРБ)
- 561-я полевая танкоремонтная ордена Красной Звезды база, с 23.12.1944
- 562-я полевая авторемонтная база, с 23.12.1944
- 672-й автотранспортный батальон
- 347-й отдельный медико-санитарный ордена Красной Звезды[5] батальон
- 138-й полевой автохлебозавод
- 1775-я полевая касса Госбанка
- 2310-я военно-почтовая станция

## Командование корпуса

### Командиры корпуса
- генерал-майор танковых войск, генерал-лейтенант танковых войск Кривошеин, Семён Моисеевич (с 07.02.1943 по 02.01.1944);
- генерал-майор Дрёмов, Иван Фёдорович (с 03.01.1944 до конца войны)

### Начальники штаба корпуса
- полковник Копиенко, Владимир Емельянович (с 11.05.1943 по 27.10.1943);
- полковник Александров, Василий Георгиевич (с 27.10.1943 по 30.12.1943);
- полковник Сидорович, Георгий Степанович (с 30.12.1943 по 29.01.1944);
- полковник Воронченко, Владимир Парфенович (с 18.03.1944 до конца войны)

### Заместитель командира корпуса по строевой части
- генерал-майор Дрёмов, Иван Фёдорович (на январь 1944)
- полковник Петровский, Владимир Герасимович (c мая по октябрь 1944)
- полковник Горелов, Владимир Михайлович [с 25.08.1944 по 28.01.1945], убит 28.01.1945 — ОБД

### Начальники политотдела
с июня 1943 года — заместитель командира по политической части):
- полковник Шелег, Пётр Николаевич (с 23.10.1943 по 02.11.1943);
- полковник Литвяк, Михаил Моисеевич (с 02.11.1943 по 27.10.1944);
- генерал-майор танковых войск Шаров, Василий Михайлович (с 27.10.1944 до конца войны)

### Заместители командира корпуса по технической части
- инженер-полковник Сергеев, Павел Петрович (до конца войны)

### Начальник оперативного отдела
- полковник Рогозкин, Александр Николаевич (с 28.05.1943 по 22.11.1943);
- подполковник Хуртин, Георгий Михайлович (с 25.11.1943 по 28.02.1944);
- полковник Новиков, Пётр Иванович (с 05.03.1944 по 01.03.1945);
- майор Бондарь, Геннадий Трофимович (с 05.03.1945 до конца войны)

### Начальник разведывательного отдела
- подполковник Андрияко, Александр Васильевич (с 28.08.1943 до конца войны)

### Начальники артиллерии
- полковник Болтышев, Василий Дмитриевич (с 14.07.1943 по 08.03.1945)
- генерал-майор артиллерии Мясоедов, Вячеслав Николаевич (с 08.03.1945 до конца войны)

### Начальник связи
- Гв.майор Антонов, Михаил Егорович

### Начальник инженерной службы
- подполковник Абакумов, Пётр Иванович (с 15.05.1943 до конца войны)

### Начальник тыла
- подполковник Павловский, Владимир Иосифович (с 10.06.1943 до конца войны)

### Заместители начальника политотдела
- подполковник Яценко, Стефан Афанасьевич (на январь 1944, на март-май 1944)

## Награды и почётные наименования
| Награда (наименование)                | Дата награждения                                                   | За что награждён |
| ------------------------------------- | ------------------------------------------------------------------ | --- |
| Почётное звание «Гвардейский»         | Приказом Народного Комиссара обороны СССР от 23 октября 1943 года. | За проявленную отвагу в боях с немецкими захватчиками, стойкость, мужество, дисциплинированность и героизм личного состава корпус преобразован 8-й гвардейский механизированный корпус               |
| Почётное наименование «Прикарпатский» | Приказ Верховного Главнокомандующего № 097 от 16 апреля 1944 года. | За отличия в боях в ходе разгрома немецко-фашистских захватчиков в предгорьях Карпат. |
| Орден Красного Знамени                | Указ Президиума Верховного Совета СССР от 19 февраля 1945 года.    | За образцовое выполнение заданий командования в боях с немецкими захватчиками, за овладение городами: Лодзь, Кутно, Томашув (Ромашов), Гостынин, Ленчица и проявленные при этом доблесть и мужество. |
| Орден Суворова II степени             | Указ Президиума Верховного Совета СССР от 26 апреля 1945 года.     | За образцовое выполнение заданий командования в боях с немецкими захватчиками при овладении городами Тчев (Диршау), Вейхарово (Нойштадт), Пуцк (Путциг) и проявленные при этом доблесть и мужество.  |
| Почётное наименование «Берлинский»    | Приказ Верховного Главнокомандующего № 0111 от 11 июня 1945 года.  | За отличие в боях при овладении городом Берлин. |

## Отличившиеся воины корпуса

### Герои Советского Союза
| №  | Фамилия Имя Отчество               | Дата Указа | Должность | Звание                                              | Примечания                          |
| -- | ---------------------------------- | ---------- | --- | --------------------------------------------------- | ----------------------------------- |
| 1  | Антинян, Авак Вартанович           | 23.09.1944 | командир орудия 353-го гвардейского истребительного противотанкового артиллерийского полка                             | Гвардии                                             |                                     |
| 2  | Бабаджанян, Амазасп Хачатурович    | 26.04.1944 | командир 20-й гвардейской механизированной бригады                                                                     | Гвардии                                             |                                     |
| 3  | Барсуков, Александр Яковлевич      | 31.05.1945 | командир мотоциклетной роты 8-го отдельного гвардейского мотоциклетного батальона                                      | Гвардии                                             |                                     |
| 4  | Беляев, Вячеслав Васильевич        | 27.02.1945 | командир взвода 2-го танкового батальона 1-й гвардейской танковой бригады                                              | Гвардии                                             |                                     |
| 5  | Бодров, Алексей Федотович          | 27.02.1945 | командир танка 2-го танкового батальона 1-й гвардейской танковой бригады                                               | Гвардии                                             |                                     |
| 6  | Бочковский, Владимир Александрович | 26.04.1944 | заместитель командира 2-го танкового батальона 1-й гвардейской танковой бригады                                        | Гвардии                                             |                                     |
| 7  | Бушилов, Михаил Иванович           | 10.01.1944 | механик-водитель танка 67-гвардейского танкового полка 19-й гвардейской механизированной бригады                       | Гвардии                                             |                                     |
| 8  | Ваганов Александр Васильевич       | 31.05.1945 | командир танковой роты 68-го гвардейского танкового полка 20-й гвардейской механизированной бригады                    | Гвардии                                             |                                     |
| 9  | Гаврилов, Иван Васильевич          | 31.05.1945 | командир 19-й гвардейской механизированной бригады                                                                     | Гвардии                                             | Погиб в бою 26 апреля 1945 года     |
| 10 | Гавришко, Николай Иосифович        | 26.04.1944 | командир 1-го танкового батальона 1-й гвардейской танковой бригады                                                     | Гвардии                                             |                                     |
| 11 | Гизатулин, Минулла Сунгатович      | 23.09.1944 | автоматчик 2-го мотострелкового батальона 20-й гвардейской танковой бригады                                            | Гвардии                                             |                                     |
| 12 | Горбач, Феодосий Родионович        | 31.05.1945 | командир отделения мотострелкового батальона 19-й гвардейской механизированной бригады                                 | Гвардии                                             |                                     |
| 13 | Горев, Алексей Ильич               | 23.09.1944 | наводчик орудия 353-го гвардейского истребительно-противотанкового артиллерийского полка                               | Гвардии                                             |                                     |
| 14 | Горелов, Владимир Михайлович       | 26.04.1944 | командир 1-й гвардейской танковой бригады                                                                              | Гвардии                                             | Погиб 28 января 1945 года           |
| 15 | Графов, Владимир Сергеевич         | 31.05.1945 | командир 8-го отдельного гвардейского мотоциклетного батальона                                                         | Гвардии                                             |                                     |
| 16 | Гриболев, Пётр Филиппович          | 10.01.1944 | командир взвода 67-гвардейского танкового полка 19-й гвардейской механизированной бригады                              | Гвардии                                             |                                     |
| 17 | Долгов, Александр Петрович         | 31.05.1945 | командир танковой роты 8-го отдельного гвардейского мотоциклетного батальона                                           | Гвардии                                             | Погиб в бою 1 мая 1945 года         |
| 18 | Дрёмов, Иван Фёдорович             | 26.04.1944 | командир 8-го гвардейского механизированного корпуса                                                                   | Гвардии                                             |                                     |
| 19 | Духов, Алексей Михайлович          | 27.02.1945 | командир танковой роты 2-го танкового батальона 1-й гвардейской танковой бригады                                       | Старший лейтенант Бронетанковых войск Красной Армии |                                     |
| 20 | Жуков, Владимир Александрович      | 27.02.1945 | командир 1-го танкового батальона 1-й гвардейской танковой бригады                                                     | Гвардии                                             | Погиб в бою 19 апреля 1945 года     |
| 21 | Закурдаев, Степан Алексеевич       | 26.04.1945 | наводчик противотанкового ружья 1-го мотострелкового батальона 21-й гвардейской механизированной бригады               | Гвардии                                             |                                     |
| 22 | Землянов, Андрей Егорович          | 24.05.1944 | командир башни танка 1-й гвардейской танковой бригады                                                                  | Гвардии                                             |                                     |
| 23 | Игнатьев, Андрей Николаевич        | 25.05.1944 | командир танка 2-го танкового батальона 1-й гвардейской танковой бригады                                               | Гвардии                                             |                                     |
| 24 | Кабалин, Николай Петрович          | 26.04.1944 | помощник командира взвода мотострелкового батальона 21-й гвардейской механизированной бригады                          | Гвардии                                             |                                     |
| 25 | Календюк Иван Хрисанфович          | 26.04.1944 | командир бронетранспортёра разведывательной роты 20-й гвардейской механизированной бригады                             | Гвардии                                             |                                     |
| 26 | Корольков, Иван Фёдорович          | 26.04.1944 | автоматчик мотострелкового батальона 21-й гвардейской механизированной бригады                                         | Гвардии                                             |                                     |
| 27 | Кочеров, Василий Григорьевич       | 26.04.1944 | помощник командира взвода разведывательной роты 20-й гвардейской механизированной бригады                              | Гвардии                                             |                                     |
| 28 | Кротов, Михаил Иванович            | 26.04.1944 | механик-водитель танка 68-го гвардейского танкового полка 20-й гвардейской механизированной бригады                    | Гвардии                                             |                                     |
| 29 | Кунец, Александр Николаевич        | 31.05.1945 | пулемётчик разведывательной роты 21-й гвардейской механизированной бригады                                             | Гвардии                                             |                                     |
| 30 | Лактионов, Пётр Ефимович           | 31.05.1945 | командир 21-й гвардейской механизированной бригады                                                                     | Гвардии                                             |                                     |
| 31 | Лапенков, Иван Адамович            | 23.09.1944 | заместитель командира мотострелкового батальона 20-й гвардейской механизированной бригады                              | Гвардии                                             |                                     |
| 32 | Липатенков, Фёдор Петрович         | 06.04.1945 | командир 19-й гвардейской механизированной бригады                                                                     | Гвардии                                             |                                     |
| 33 | Манукян, Андраник Александрович    | 27.02.1945 | начальник разведки 1-й гвардейской танковой бригады                                                                    | Гвардии                                             |                                     |
| 34 | Мироненко, Виктор Арсентьевич      | 3.06.1944  | командир 461-го артиллерийского дивизиона 1-й механизированной бригады                                                 | Гвардии                                             |                                     |
| 35 | Мякишев, Иван Спиридонович         | 31.05.1945 | командир взвода 21-й гвардейской механизированной бригады                                                              | Гвардии                                             |                                     |
| 36 | Нестеров, Сергей Егорович          | 23.09.1944 | командир бронетранспортёра отдельной разведывательной роты 20-й гвардейской механизированной бригады                   | Гвардии                                             |                                     |
| 37 | Осипов, Семён Дмитриевич           | 26.04.1944 | командир 3-го мотострелкового батальона 20-й гвардейской механизированной бригады                                      | Капитан Бронетанковых войск Красной Армии           |                                     |
| 38 | Пигорев, Николай Григорьевич       | 26.04.1944 | автоматчик 3-й отдельной гвардейской разведывательной роты 20-й гвардейской механизированной бригады                   | Гвардии                                             | Скончался от ран 23 марта 1944 года |
| 39 | Подгорбунский, Владимир Николаевич | 10.01.1944 | командир взвода разведывательной роты 19-й гвардейской механизированной бригады                                        | Гвардии                                             | Погиб в бою 19 августа 1944 года    |
| 40 | Садыхов, Юсиф Мадат оглы           | 31.05.1945 | командир орудия артиллерийского дивизиона 19-й гвардейской механизированной бригады                                    | Гвардии                                             |                                     |
| 41 | Священко, Юрий Григорьевич         | 31.05.1945 | командир танкового взвода 3-го танкового батальона 1-й гвардейской танковой бригады                                    | Гвардии                                             | Погиб в бою 19 января 1945 года     |
| 42 | Синицын, Александр Павлович        | 26.04.1944 | исполняющий обязанности командира взвода 3-й отдельной разведывательной роты 20-й гвардейской механизированной бригады | Гвардии                                             |                                     |
| 43 | Сирик, Дмитрий Иванович            | 26.04.1944 | командир роты 1-й гвардейской танковой бригады                                                                         | Гвардии                                             |                                     |
| 44 | Сулима, Андрей Михайлович          | 26.04.1944 | командир роты 69-го гвардейского танкового полка 21-й гвардейской механизированной бригады                             | Гвардии                                             |                                     |
| 45 | Темник, Абрам Матвеевич            | 31.05.1945 | командир 1-й гвардейской танковой бригады                                                                              | Гвардии                                             | Погиб в бою 29 апреля 1945 года     |
| 46 | Тихомиров, Александр Васильевич    | 27.02.1945 | механик-водитель танка 2-го танкового батальона 1-й гвардейской танковой бригады                                       | Гвардии                                             |                                     |
| 47 | Томашевский, Казимир Адамович      | 31.05.1945 | командир мотострелкового батальона 21-й гвардейской механизированной бригады                                           | Гвардии                                             |                                     |
| 48 | Трункин, Павел Ефимович            | 24.05.1944 | первый номер пулеметного расчета 21-й гвардейской механизированной бригады                                             | Гвардии                                             |                                     |
| 49 | Тегенцев, Владимир Петрович        | 27.02.1945 | командир танка 2-го танкового батальона 1-й гвардейской танковой бригады                                               | Гвардии                                             |                                     |
| 50 | Устименко, Степан Яковлевич        | 26.04.1944 | исполняющий обязанности командира отдельной разведывательной роты 20-й гвардейской механизированной бригады            | Гвардии                                             |                                     |
| 51 | Фадеев, Александр Данилович        | 31.05.1945 | командир 400-го гвардейского самоходного артиллерийского полка                                                         | Гвардии                                             |                                     |
| 52 | Чергин, Виктор Степанович          | 26.04.1944 | командир отделения роты автоматчиков 69-го гвардейского танкового полка 21-й гвардейской механизированной бригады      | Гвардии                                             |                                     |
| 53 | Шестаков, Максим Кузьмич           | 31.05.1945 | командир 3-го мотострелкового батальона 20-й гвардейской механизированной бригады                                      | Гвардии                                             |                                     |

### Кавалеры ордена Славы 3-х степеней
- Баянов, Пётр Александрович, гвардии старшина, командир отделения 8 отдельного гвардейского мотоциклетного батальона;
- Газизов, Мустафа Шакирович, гвардии старшина, командир отделения взвода разведки 69 гвардейского танкового полка 21 гвардейской механизированной бригады;
- Кудряшов, Константин Сергеевич, гвардии сержант, командир пулемётного отделения 21 гвардейской механизированной бригады;
- Литовченко, Иван Филиппович, гвардии сержант, командир отделения мотострелкового батальона 19 гвардейской механизированной бригады;
- Сериков, Иван Денисович, гвардии сержант, пулемётчик разведывательной роты 20 гвардейской механизированной бригады;
- Титов, Михаил Стефанович, гвардии старшина, комсорг 3 мотострелкового батальона 20 гвардейской механизированной бригады;
- Тюляев, Григорий Васильевич, гвардии старшина, механик-водитель танка Т-34 1 гвардейской танковой бригады;
- Хомяков, Виктор Павлович, гвардии старший сержант, помощник командира отделения роты противотанковых ружей 21 гвардейской механизированной бригады;
- Чепик, Василий Прокофьевич, гвардии младший сержант, автоматчик мотострелкового батальона 19 гвардейской механизированной бригады[9].